# بواس (كانتون)
بواس (بالإسبانية: Poás)‏ هو الكانتون الثامن من محافظة الأخويلا في كوستاريكا. ويغطي الكانتون مساحة 73.84 كم مربع،
كما يقارب عدد سكانه 26,476 نسمة.
وتدعى مدينته الرئيسية بـسان بيدرو.
تم تأسيس هذا الكانتون تشريعياً في 15 تشرين الأول 1901.

## المقاطعات
يتألف الكانتون من خمس مقاطعات وهي:
1. سان بيدرو
2. سان خوان
3. سان رافاييل
4. كاريجوس
5. سافانا ريدوندا